# 미클롱섬

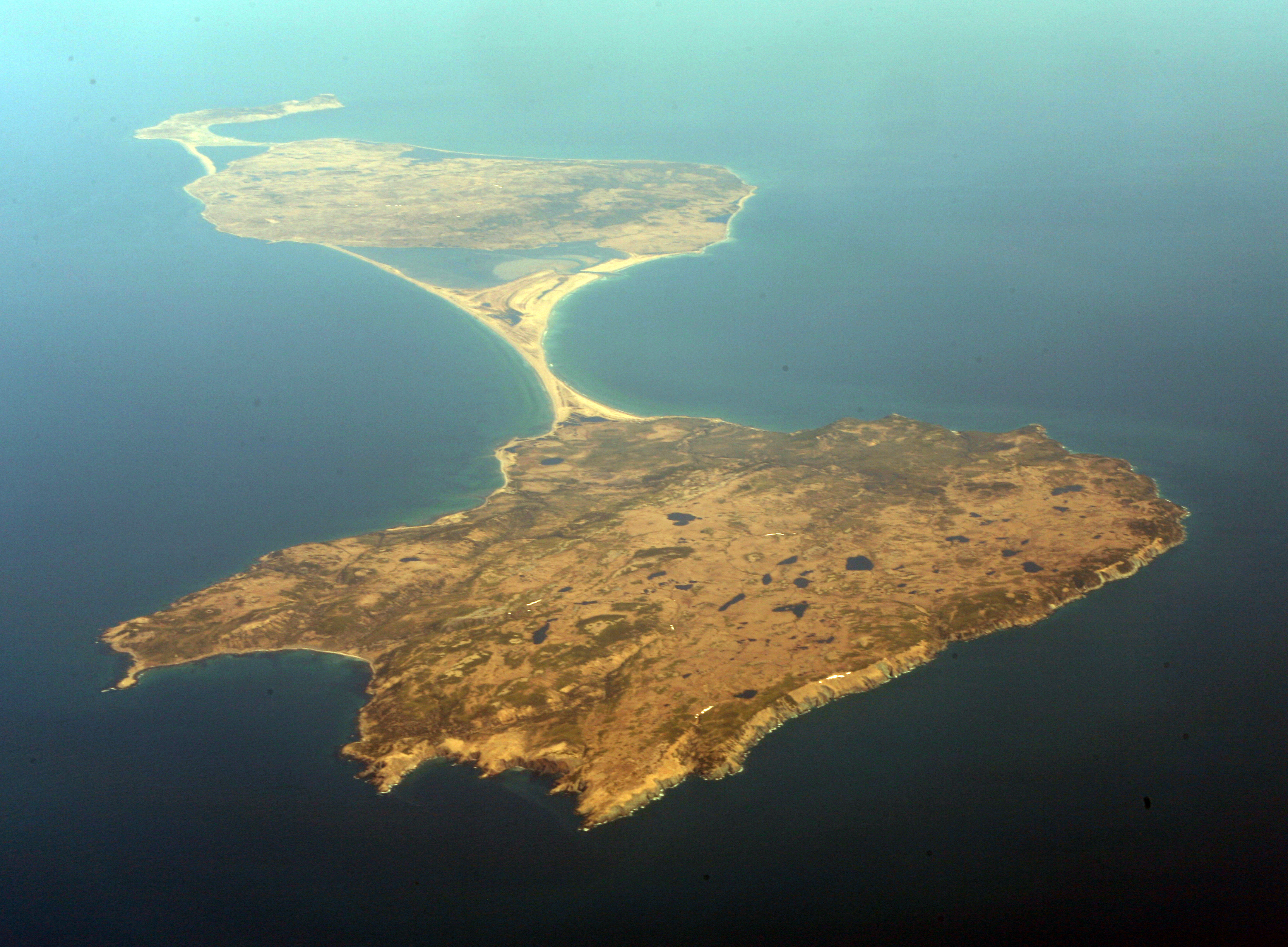
가운데가 미클롱섬이고, 남쪽으로 르카프섬, 북쪽으로 랑글레이드섬이 보인다

미클롱섬(Miquelon Island, 프랑스어: Île Miquelon)은 대서양에 위치한 프랑스의 해외 집합체인 생피에르 미클롱의 섬들 가운데 하나이며 뉴펀들랜드섬 해안에서 남쪽으로 22킬로미터 지점에 위치해 있다. 미클롱섬은 북쪽으로는 르카프섬, 남쪽으로는 랭글레이드섬 사이에 위치한다.

## 기후
기후는 보통 북대서양 기후와 래브라도 해류이며 1년 중 약 6개월 동안 풍속이 60km/h를 초과한다. 여름은 시원한 편이며 안개가 껴있다. 평균 연중 온도는 5.5°C이다.

## 갤러리

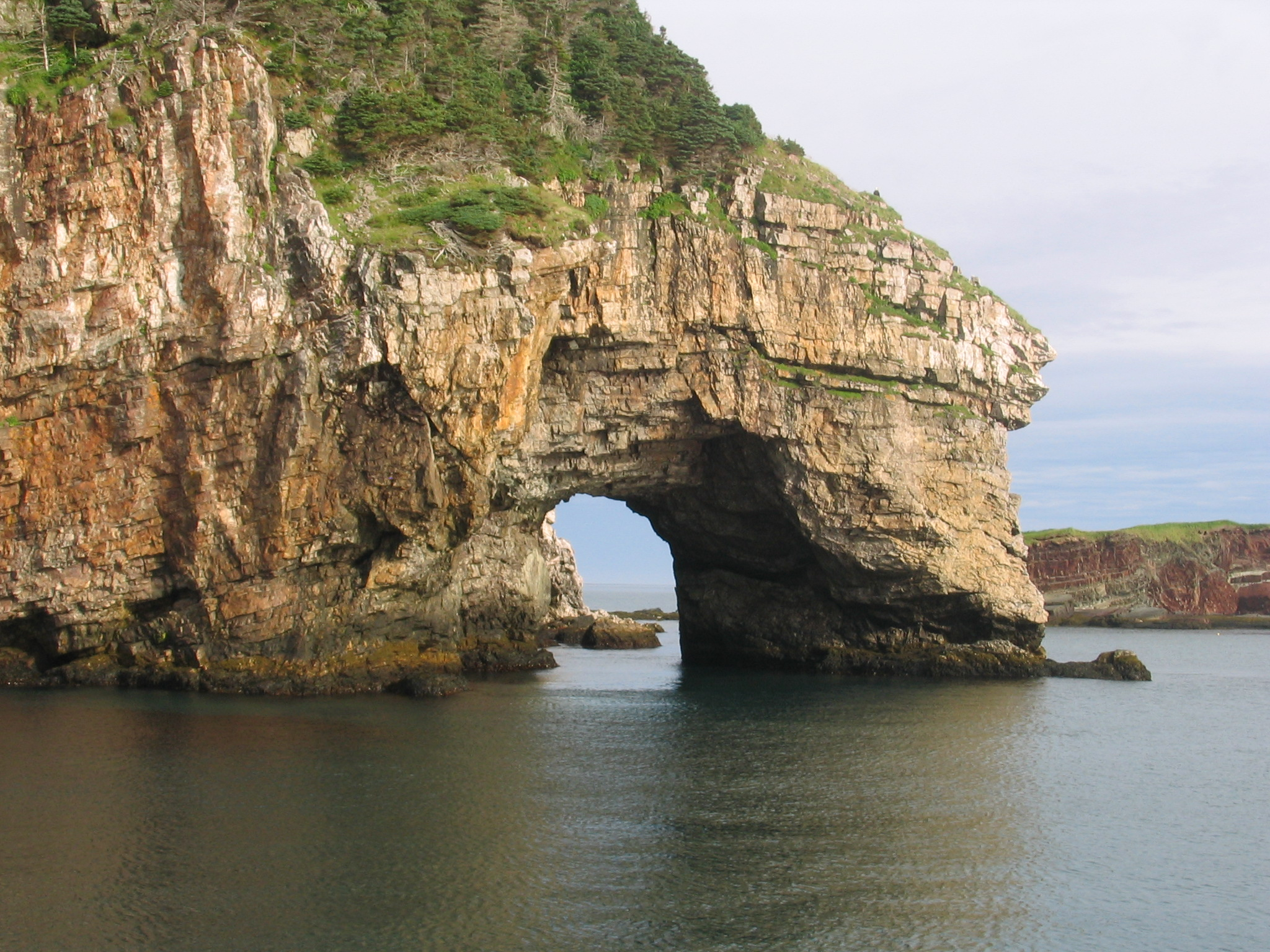
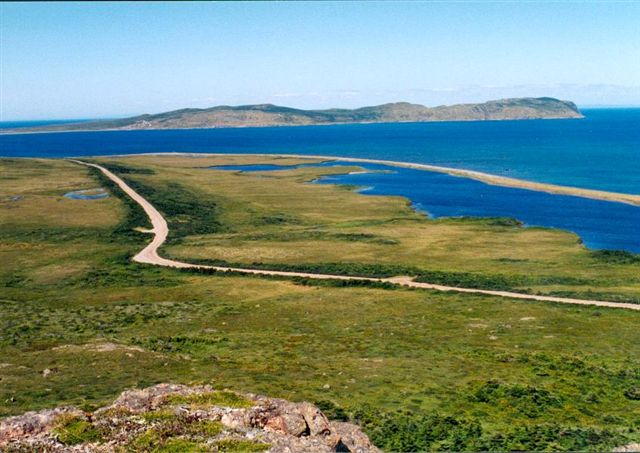
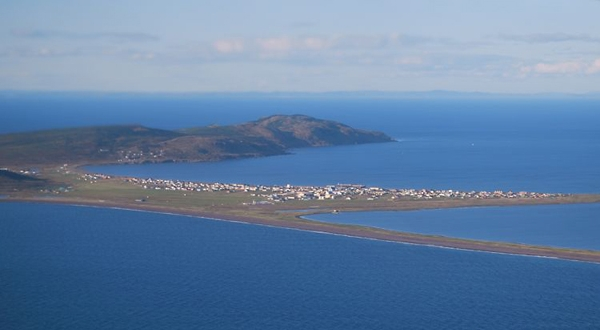
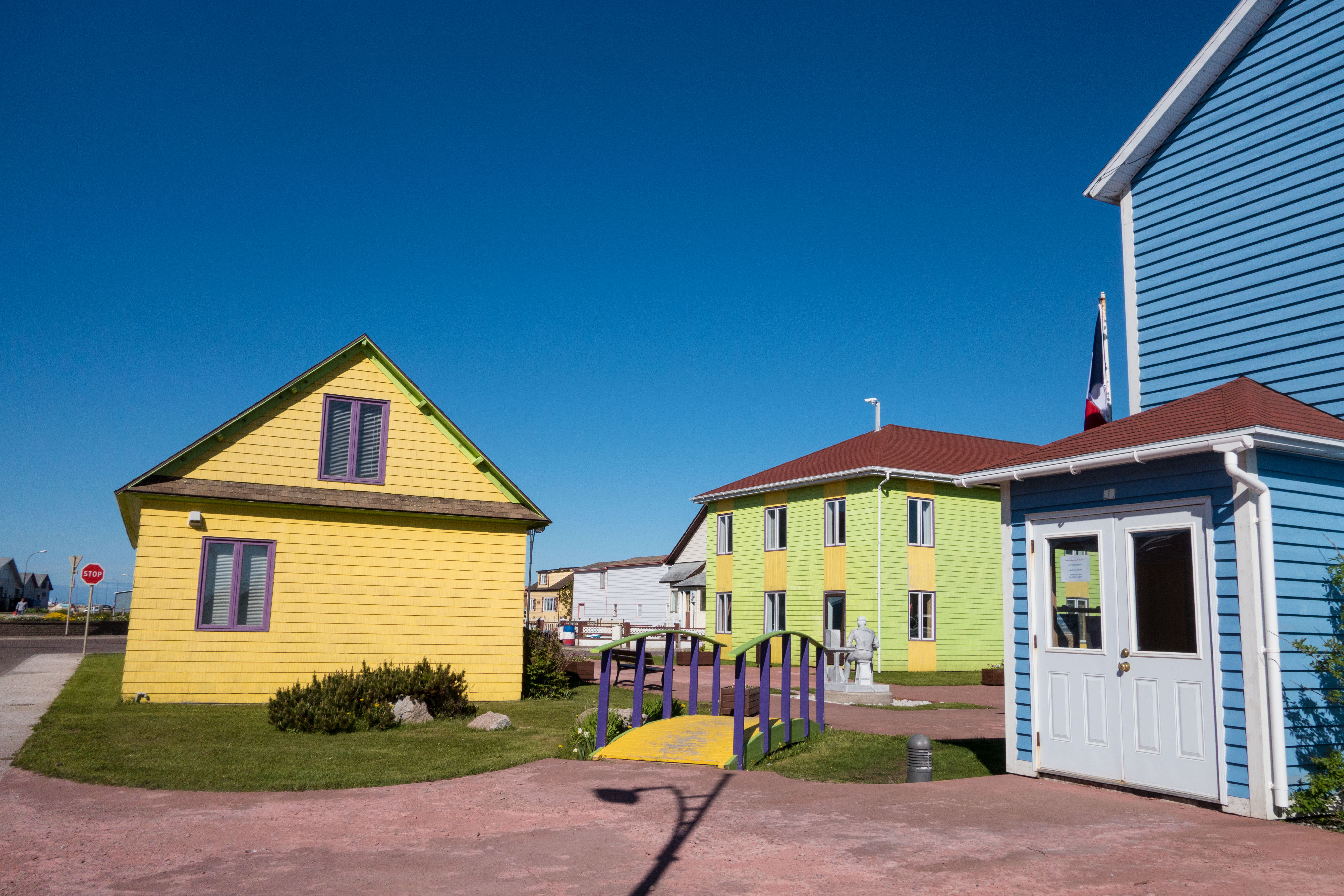
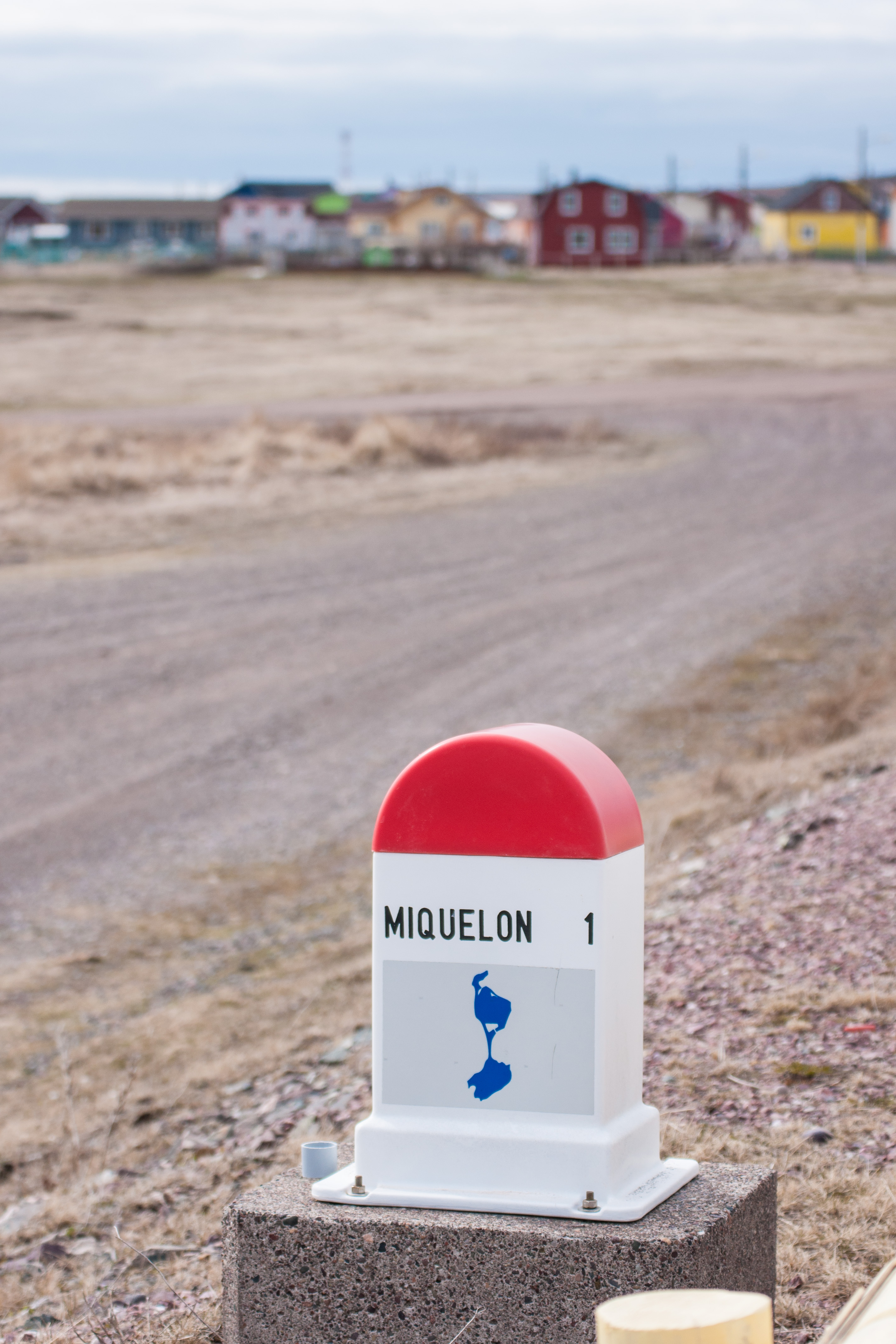
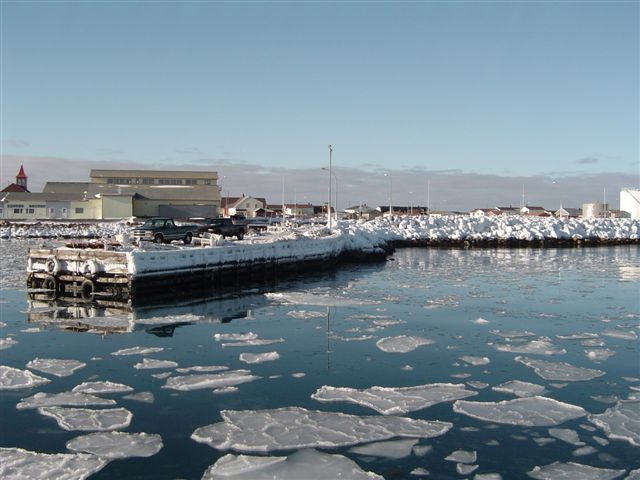
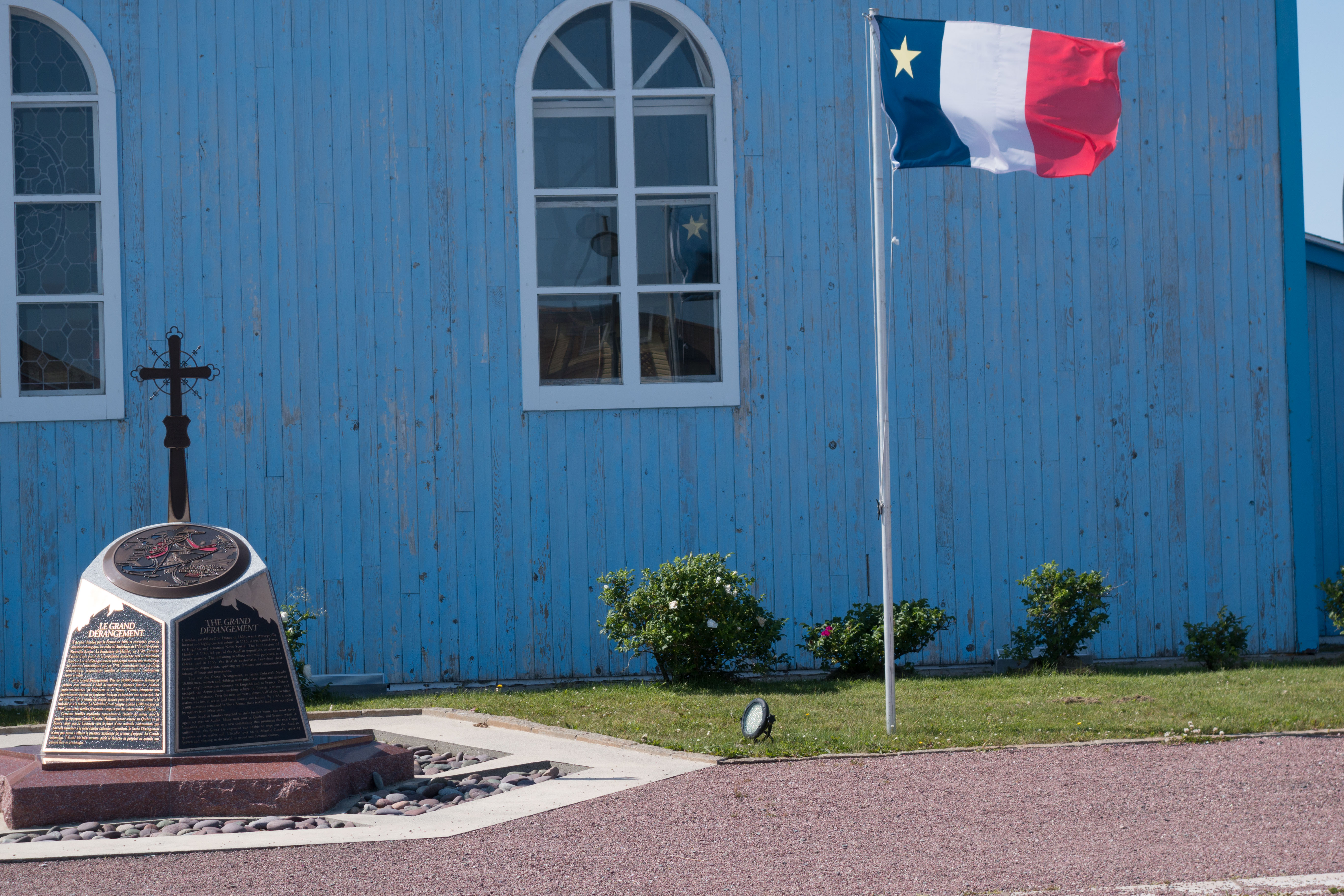

## 같이 보기
- 프랑스의 섬 목록